# Mistrovství Evropy v zápasu ve volném stylu 1946
Mistrovství Evropy v zápasu ve volném stylu mužů proběhl v Stockholmu (Švédsko).  

## Muži
| Kategorie | Zlato            | Stříbro         | Bronz           |
| --------- | ---------------- | --------------- | --------------- |
| 52 kg     | Lennart Viitala  | Malte Håkansson | Georges Labadie |
| 57 kg     | Lajos Bencze     | Nasuh Akar      | Erkki Johansson |
| 62 kg     | Gazanfer Bilge   | Olle Anderberg  | Paavo Hietala   |
| 67 kg     | Celal Atik       | Gösta Frändfors | Lauri Kangas    |
| 73 kg     | Yaşar Doğu       | Kálmán Sóvári   | Karl Schaad     |
| 79 kg     | Eino Virtanen    | Mahmut Ceterez  | Axel Grönberg   |
| 87 kg     | Bengt Fahlkvist  | Fritz Stöckli   | Muharrem Candaş |
| +87 kg    | Bertil Antonsson | Willy Lardon    | Mehmet Çoban    |